# Joanna Palani
Joanna Palani (* 1993 in Ramadi) ist eine dänisch-kurdische Studentin, Kämpferin auf der Seite der Frauenverteidigungseinheiten der Volksverteidigungseinheiten (YPG) und der Peschmerga.

## Leben
Palani entstammt einer kurdischen Familie aus dem Iran und wurde im UN-Flüchtlingslager in Ramadi geboren. Als Palani drei Jahre alt war, emigrierte ihre Familie mit ihr nach Dänemark. Nach der Schule begann sie an der Universität Kopenhagen ein Philosophie- und Politikstudium. Während des Studiums reiste sie 2011 nach Aleppo. Nach einer militärischen Ausbildung bei den kurdischen Frauenverteidigungseinheiten nahm sie 2014 an der Schlacht um Kobanê und 2016 an der Schlacht von Manbidsch teil. Sechs Monate gehörte sie der YPG, weitere sechs Monate der Peschmerga an. Während ihrer militärischen Verwendung als Heckenschützin hatte sie gemäß Presseberichten mehr als hundert IS-Terroristen getötet und war an der Befreiung eines IS-Gefängnisses mit minderjährigen, zur Prostitution gezwungenen Mädchen beteiligt.
Bei einem Besuch ihrer Familie 2016 in Dänemark wurde Palani ein zwölfmonatiges Ausreiseverbot auferlegt. Nachdem sie im Juni 2016 trotzdem nach Doha reiste, wurde sie in Untersuchungshaft genommen. Wird Palani verurteilt, drohen ihr bis zu zwei Jahre Haft. Grundlage ist ein Gesetz, das Dänemark im März 2015 einführte, um IS-Sympathisanten von einer Reise in den Nahen Osten abzuhalten. Palani kann nach eigenen Aussagen diese Vorgehensweise nicht nachvollziehen, weil sie ihr Recht in Anspruch genommen habe, ihre kurdische Heimat gegen die Terrororganisation Islamischer Staat zu verteidigen. Sie sagt, sie würde auch ihre zweite Heimat Dänemark mit der Waffe verteidigen und ist der Meinung, dass sie Europas Werte in den Schlachten im Bürgerkrieg in Syrien verteidigt habe.
Palani wohnt und studiert in Kopenhagen.